# Rafał Darżynkiewicz
Rafał Darżynkiewicz (ur. 4 kwietnia 1970 w Kędzierzynie-Koźlu) – polski dziennikarz i komentator sportowy.

## Życiorys
Absolwent VII Liceum Ogólnokształcącego im. Jarosława Dąbrowskiego w Zielonej Górze. Studiował w Instytucie Historii Wydziału Humanistycznego Wyższej Szkoły Pedagogicznej w Zielonej Górze.
Pracę zawodową rozpoczął w 1992 r. w zielonogórskiej telewizji regionalnej ZTP, jako komentator zawodów żużlowych. Od 1997 r. do końca 2000 r. był korespondentem Przeglądu Sportowego. W sezonie 2000/01 pełnił funkcję prezesa Autonomicznej Sekcji Piłki Nożnej „Zryw” Zielona Góra. W październiku 2000 r. wziął udział w castingu na korespondenta sportowego TVP. Po jego wygraniu od stycznia 2001 r. rozpoczął pracę w Redakcji Sportowej Telewizji Polskiej. Od 2007 r. jest komentatorem żużlowym na antenie TVP Sport. Od 2013 r. szef redakcji informacji TVP Sport.

## Życie prywatne
Do 2018 r. wieloletni partner życiowy Sylwii Dekiert, z którą ma dwóch synów: Doriana (ur. 2009) i Igora (ur. 2015).